# Zhou Lüxin
Zhou Lüxin (chinesisch 周呂鑫 / 周吕鑫, Pinyin Zhōu Lǚxīn; * 31. Juli 1988 in Anhui) ist ein chinesischer Wasserspringer. Er nimmt an Synchron- und Einzelwettbewerben vom 10-Meter-Turm teil. Zhou wird von Li Qing trainiert.
Zhou Luxins erster großer Erfolg war der Sieg beim Weltcup 2006 im Synchronspringen vom 10-Meter-Turm. Ein Jahr später bei der Weltmeisterschaft 2007 in Melbourne gewann er im 10-Meter-Turmspringen Silber. Im Folgejahr war er Mitglied des chinesischen Kaders für die Olympischen Sommerspiele 2008 in Peking. Dort startete er im Einzelwettbewerb vom 10-Meter-Turm. Nach Platz eins im Vorkampf und Platz drei im Halbfinale belegte Zhou Luxin im Finale den zweiten Platz und gewann die Silbermedaille. Bei der Weltmeisterschaft 2009 in Rom konnte er mit Bronze vom 10-Meter-Turm  erneut eine Medaille gewinnen.
Lüxin gewann zudem zwei Medaillen bei Asienspielen, 2006 in Doha Silber vom 10-Meter-Turm und 2010 in Guangzhou Gold im 10-Meter-Synchronspringen.